# Perilampus singaporensis
Perilampus singaporensis är en stekelart som beskrevs av Sievert Allen Rohwer 1923. Perilampus singaporensis ingår i släktet Perilampus och familjen gropglanssteklar. Inga underarter finns listade i Catalogue of Life.